# Кро (Еро)
Кро (фр. Cros) је насеље и општина у јужној Француској у региону Лангдок-Русијон, у департману Еро која припада префектури Лодев.
По подацима из 2011. године у општини је живело 47 становника, а густина насељености је износила 2,09 становника/km². Општина се простире на површини од 22,45 km². Налази се на средњој надморској висини од 760 метара (максималној 865 m, а минималној 596 m).

## Демографија
| 1962. | 1968. | 1975. | 1982. | 1990. | 1999. | 2011. |
| ----- | ----- | ----- | ----- | ----- | ----- | ----- |
| 47    | 49    | 38    | 34    | 32    | 38    | 47    |

График промене броја становника у току последњих година